# 724
Portal Geschichte | Portal Biografien | Aktuelle Ereignisse | Jahreskalender | Tagesartikel

◄ |
7. Jahrhundert |
8. Jahrhundert
| 9. Jahrhundert | ►

◄ |
690er |
700er |
710er |
720er
| 730er | 740er | 750er | ►

◄◄ |
◄ |
720 |
721 |
722 |
723 |
724
| 725 | 726 | 727 | 728 | ► | ►►
Staatsoberhäupter  · Nekrolog
| Januar | Januar | Januar | Januar | Januar | Januar | Januar | Januar |
| Kw     | Mo     | Di     | Mi     | Do     | Fr     | Sa     | So     |
| ------ | ------ | ------ | ------ | ------ | ------ | ------ | ------ |
| 52     |        |        |        |        |        | 1      | 2      |
| 1      | 3      | 4      | 5      | 6      | 7      | 8      | 9      |
| 2      | 10     | 11     | 12     | 13     | 14     | 15     | 16     |
| 3      | 17     | 18     | 19     | 20     | 21     | 22     | 23     |
| 4      | 24     | 25     | 26     | 27     | 28     | 29     | 30     |
| 5      | 31     |        |        |        |        |        |        |

| Februar | Februar | Februar | Februar | Februar | Februar | Februar | Februar |
| Kw      | Mo      | Di      | Mi      | Do      | Fr      | Sa      | So      |
| ------- | ------- | ------- | ------- | ------- | ------- | ------- | ------- |
| 5       |         | 1       | 2       | 3       | 4       | 5       | 6       |
| 6       | 7       | 8       | 9       | 10      | 11      | 12      | 13      |
| 7       | 14      | 15      | 16      | 17      | 18      | 19      | 20      |
| 8       | 21      | 22      | 23      | 24      | 25      | 26      | 27      |
| 9       | 28      | 29      |         |         |         |         |         |

| März | März | März | März | März | März | März | März |
| Kw   | Mo   | Di   | Mi   | Do   | Fr   | Sa   | So   |
| ---- | ---- | ---- | ---- | ---- | ---- | ---- | ---- |
| 9    |      |      | 1    | 2    | 3    | 4    | 5    |
| 10   | 6    | 7    | 8    | 9    | 10   | 11   | 12   |
| 11   | 13   | 14   | 15   | 16   | 17   | 18   | 19   |
| 12   | 20   | 21   | 22   | 23   | 24   | 25   | 26   |
| 13   | 27   | 28   | 29   | 30   | 31   |      |      |

| April | April | April | April | April | April | April | April |
| Kw    | Mo    | Di    | Mi    | Do    | Fr    | Sa    | So    |
| ----- | ----- | ----- | ----- | ----- | ----- | ----- | ----- |
| 13    |       |       |       |       |       | 1     | 2     |
| 14    | 3     | 4     | 5     | 6     | 7     | 8     | 9     |
| 15    | 10    | 11    | 12    | 13    | 14    | 15    | 16    |
| 16    | 17    | 18    | 19    | 20    | 21    | 22    | 23    |
| 17    | 24    | 25    | 26    | 27    | 28    | 29    | 30    |

| Mai | Mai | Mai | Mai | Mai | Mai | Mai | Mai |
| Kw  | Mo  | Di  | Mi  | Do  | Fr  | Sa  | So  |
| --- | --- | --- | --- | --- | --- | --- | --- |
| 18  | 1   | 2   | 3   | 4   | 5   | 6   | 7   |
| 19  | 8   | 9   | 10  | 11  | 12  | 13  | 14  |
| 20  | 15  | 16  | 17  | 18  | 19  | 20  | 21  |
| 21  | 22  | 23  | 24  | 25  | 26  | 27  | 28  |
| 22  | 29  | 30  | 31  |     |     |     |     |

| Juni | Juni | Juni | Juni | Juni | Juni | Juni | Juni |
| Kw   | Mo   | Di   | Mi   | Do   | Fr   | Sa   | So   |
| ---- | ---- | ---- | ---- | ---- | ---- | ---- | ---- |
| 22   |      |      |      | 1    | 2    | 3    | 4    |
| 23   | 5    | 6    | 7    | 8    | 9    | 10   | 11   |
| 24   | 12   | 13   | 14   | 15   | 16   | 17   | 18   |
| 25   | 19   | 20   | 21   | 22   | 23   | 24   | 25   |
| 26   | 26   | 27   | 28   | 29   | 30   |      |      |

| Juli | Juli | Juli | Juli | Juli | Juli | Juli | Juli |
| Kw   | Mo   | Di   | Mi   | Do   | Fr   | Sa   | So   |
| ---- | ---- | ---- | ---- | ---- | ---- | ---- | ---- |
| 26   |      |      |      |      |      | 1    | 2    |
| 27   | 3    | 4    | 5    | 6    | 7    | 8    | 9    |
| 28   | 10   | 11   | 12   | 13   | 14   | 15   | 16   |
| 29   | 17   | 18   | 19   | 20   | 21   | 22   | 23   |
| 30   | 24   | 25   | 26   | 27   | 28   | 29   | 30   |
| 31   | 31   |      |      |      |      |      |      |

| August | August | August | August | August | August | August | August |
| Kw     | Mo     | Di     | Mi     | Do     | Fr     | Sa     | So     |
| ------ | ------ | ------ | ------ | ------ | ------ | ------ | ------ |
| 31     |        | 1      | 2      | 3      | 4      | 5      | 6      |
| 32     | 7      | 8      | 9      | 10     | 11     | 12     | 13     |
| 33     | 14     | 15     | 16     | 17     | 18     | 19     | 20     |
| 34     | 21     | 22     | 23     | 24     | 25     | 26     | 27     |
| 35     | 28     | 29     | 30     | 31     |        |        |        |

| September | September | September | September | September | September | September | September |
| Kw        | Mo        | Di        | Mi        | Do        | Fr        | Sa        | So        |
| --------- | --------- | --------- | --------- | --------- | --------- | --------- | --------- |
| 35        |           |           |           |           | 1         | 2         | 3         |
| 36        | 4         | 5         | 6         | 7         | 8         | 9         | 10        |
| 37        | 11        | 12        | 13        | 14        | 15        | 16        | 17        |
| 38        | 18        | 19        | 20        | 21        | 22        | 23        | 24        |
| 39        | 25        | 26        | 27        | 28        | 29        | 30        |           |

| Oktober | Oktober | Oktober | Oktober | Oktober | Oktober | Oktober | Oktober |
| Kw      | Mo      | Di      | Mi      | Do      | Fr      | Sa      | So      |
| ------- | ------- | ------- | ------- | ------- | ------- | ------- | ------- |
| 39      |         |         |         |         |         |         | 1       |
| 40      | 2       | 3       | 4       | 5       | 6       | 7       | 8       |
| 41      | 9       | 10      | 11      | 12      | 13      | 14      | 15      |
| 42      | 16      | 17      | 18      | 19      | 20      | 21      | 22      |
| 43      | 23      | 24      | 25      | 26      | 27      | 28      | 29      |
| 44      | 30      | 31      |         |         |         |         |         |

| November | November | November | November | November | November | November | November |
| Kw       | Mo       | Di       | Mi       | Do       | Fr       | Sa       | So       |
| -------- | -------- | -------- | -------- | -------- | -------- | -------- | -------- |
| 44       |          |          | 1        | 2        | 3        | 4        | 5        |
| 45       | 6        | 7        | 8        | 9        | 10       | 11       | 12       |
| 46       | 13       | 14       | 15       | 16       | 17       | 18       | 19       |
| 47       | 20       | 21       | 22       | 23       | 24       | 25       | 26       |
| 48       | 27       | 28       | 29       | 30       |          |          |          |

| Dezember | Dezember | Dezember | Dezember | Dezember | Dezember | Dezember | Dezember |
| Kw       | Mo       | Di       | Mi       | Do       | Fr       | Sa       | So       |
| -------- | -------- | -------- | -------- | -------- | -------- | -------- | -------- |
| 48       |          |          |          |          | 1        | 2        | 3        |
| 49       | 4        | 5        | 6        | 7        | 8        | 9        | 10       |
| 50       | 11       | 12       | 13       | 14       | 15       | 16       | 17       |
| 51       | 18       | 19       | 20       | 21       | 22       | 23       | 24       |
| 52       | 25       | 26       | 27       | 28       | 29       | 30       | 31       |

| Januar | Januar | Januar | Januar | Januar | Januar | Januar | Januar |
| Kw     | Mo     | Di     | Mi     | Do     | Fr     | Sa     | So     |
| ------ | ------ | ------ | ------ | ------ | ------ | ------ | ------ |
| 52     |        |        |        |        |        | 1      | 2      |
| 1      | 3      | 4      | 5      | 6      | 7      | 8      | 9      |
| 2      | 10     | 11     | 12     | 13     | 14     | 15     | 16     |
| 3      | 17     | 18     | 19     | 20     | 21     | 22     | 23     |
| 4      | 24     | 25     | 26     | 27     | 28     | 29     | 30     |
| 5      | 31     |        |        |        |        |        |        |

| Februar | Februar | Februar | Februar | Februar | Februar | Februar | Februar |
| Kw      | Mo      | Di      | Mi      | Do      | Fr      | Sa      | So      |
| ------- | ------- | ------- | ------- | ------- | ------- | ------- | ------- |
| 5       |         | 1       | 2       | 3       | 4       | 5       | 6       |
| 6       | 7       | 8       | 9       | 10      | 11      | 12      | 13      |
| 7       | 14      | 15      | 16      | 17      | 18      | 19      | 20      |
| 8       | 21      | 22      | 23      | 24      | 25      | 26      | 27      |
| 9       | 28      | 29      |         |         |         |         |         |

| März | März | März | März | März | März | März | März |
| Kw   | Mo   | Di   | Mi   | Do   | Fr   | Sa   | So   |
| ---- | ---- | ---- | ---- | ---- | ---- | ---- | ---- |
| 9    |      |      | 1    | 2    | 3    | 4    | 5    |
| 10   | 6    | 7    | 8    | 9    | 10   | 11   | 12   |
| 11   | 13   | 14   | 15   | 16   | 17   | 18   | 19   |
| 12   | 20   | 21   | 22   | 23   | 24   | 25   | 26   |
| 13   | 27   | 28   | 29   | 30   | 31   |      |      |

| April | April | April | April | April | April | April | April |
| Kw    | Mo    | Di    | Mi    | Do    | Fr    | Sa    | So    |
| ----- | ----- | ----- | ----- | ----- | ----- | ----- | ----- |
| 13    |       |       |       |       |       | 1     | 2     |
| 14    | 3     | 4     | 5     | 6     | 7     | 8     | 9     |
| 15    | 10    | 11    | 12    | 13    | 14    | 15    | 16    |
| 16    | 17    | 18    | 19    | 20    | 21    | 22    | 23    |
| 17    | 24    | 25    | 26    | 27    | 28    | 29    | 30    |

| Mai | Mai | Mai | Mai | Mai | Mai | Mai | Mai |
| Kw  | Mo  | Di  | Mi  | Do  | Fr  | Sa  | So  |
| --- | --- | --- | --- | --- | --- | --- | --- |
| 18  | 1   | 2   | 3   | 4   | 5   | 6   | 7   |
| 19  | 8   | 9   | 10  | 11  | 12  | 13  | 14  |
| 20  | 15  | 16  | 17  | 18  | 19  | 20  | 21  |
| 21  | 22  | 23  | 24  | 25  | 26  | 27  | 28  |
| 22  | 29  | 30  | 31  |     |     |     |     |

| Juni | Juni | Juni | Juni | Juni | Juni | Juni | Juni |
| Kw   | Mo   | Di   | Mi   | Do   | Fr   | Sa   | So   |
| ---- | ---- | ---- | ---- | ---- | ---- | ---- | ---- |
| 22   |      |      |      | 1    | 2    | 3    | 4    |
| 23   | 5    | 6    | 7    | 8    | 9    | 10   | 11   |
| 24   | 12   | 13   | 14   | 15   | 16   | 17   | 18   |
| 25   | 19   | 20   | 21   | 22   | 23   | 24   | 25   |
| 26   | 26   | 27   | 28   | 29   | 30   |      |      |

| Juli | Juli | Juli | Juli | Juli | Juli | Juli | Juli |
| Kw   | Mo   | Di   | Mi   | Do   | Fr   | Sa   | So   |
| ---- | ---- | ---- | ---- | ---- | ---- | ---- | ---- |
| 26   |      |      |      |      |      | 1    | 2    |
| 27   | 3    | 4    | 5    | 6    | 7    | 8    | 9    |
| 28   | 10   | 11   | 12   | 13   | 14   | 15   | 16   |
| 29   | 17   | 18   | 19   | 20   | 21   | 22   | 23   |
| 30   | 24   | 25   | 26   | 27   | 28   | 29   | 30   |
| 31   | 31   |      |      |      |      |      |      |

| August | August | August | August | August | August | August | August |
| Kw     | Mo     | Di     | Mi     | Do     | Fr     | Sa     | So     |
| ------ | ------ | ------ | ------ | ------ | ------ | ------ | ------ |
| 31     |        | 1      | 2      | 3      | 4      | 5      | 6      |
| 32     | 7      | 8      | 9      | 10     | 11     | 12     | 13     |
| 33     | 14     | 15     | 16     | 17     | 18     | 19     | 20     |
| 34     | 21     | 22     | 23     | 24     | 25     | 26     | 27     |
| 35     | 28     | 29     | 30     | 31     |        |        |        |

| September | September | September | September | September | September | September | September |
| Kw        | Mo        | Di        | Mi        | Do        | Fr        | Sa        | So        |
| --------- | --------- | --------- | --------- | --------- | --------- | --------- | --------- |
| 35        |           |           |           |           | 1         | 2         | 3         |
| 36        | 4         | 5         | 6         | 7         | 8         | 9         | 10        |
| 37        | 11        | 12        | 13        | 14        | 15        | 16        | 17        |
| 38        | 18        | 19        | 20        | 21        | 22        | 23        | 24        |
| 39        | 25        | 26        | 27        | 28        | 29        | 30        |           |

| Oktober | Oktober | Oktober | Oktober | Oktober | Oktober | Oktober | Oktober |
| Kw      | Mo      | Di      | Mi      | Do      | Fr      | Sa      | So      |
| ------- | ------- | ------- | ------- | ------- | ------- | ------- | ------- |
| 39      |         |         |         |         |         |         | 1       |
| 40      | 2       | 3       | 4       | 5       | 6       | 7       | 8       |
| 41      | 9       | 10      | 11      | 12      | 13      | 14      | 15      |
| 42      | 16      | 17      | 18      | 19      | 20      | 21      | 22      |
| 43      | 23      | 24      | 25      | 26      | 27      | 28      | 29      |
| 44      | 30      | 31      |         |         |         |         |         |

| November | November | November | November | November | November | November | November |
| Kw       | Mo       | Di       | Mi       | Do       | Fr       | Sa       | So       |
| -------- | -------- | -------- | -------- | -------- | -------- | -------- | -------- |
| 44       |          |          | 1        | 2        | 3        | 4        | 5        |
| 45       | 6        | 7        | 8        | 9        | 10       | 11       | 12       |
| 46       | 13       | 14       | 15       | 16       | 17       | 18       | 19       |
| 47       | 20       | 21       | 22       | 23       | 24       | 25       | 26       |
| 48       | 27       | 28       | 29       | 30       |          |          |          |

| Dezember | Dezember | Dezember | Dezember | Dezember | Dezember | Dezember | Dezember |
| Kw       | Mo       | Di       | Mi       | Do       | Fr       | Sa       | So       |
| -------- | -------- | -------- | -------- | -------- | -------- | -------- | -------- |
| 48       |          |          |          |          | 1        | 2        | 3        |
| 49       | 4        | 5        | 6        | 7        | 8        | 9        | 10       |
| 50       | 11       | 12       | 13       | 14       | 15       | 16       | 17       |
| 51       | 18       | 19       | 20       | 21       | 22       | 23       | 24       |
| 52       | 25       | 26       | 27       | 28       | 29       | 30       | 31       |

## Ereignisse

### Politik und Weltgeschehen

#### Europa
- Bonifatius gründet Fritzlar. Auch Ohrdruf in Thüringen wird von ihm als Missionsstützpunkt eingerichtet.
- Nechton, Anführer der Pikten, dankt ab und tritt in ein Kloster ein. Es kommt zu Kämpfen um seine Nachfolge.

#### Vorderasien und Nordafrika
- Hischam wird als Nachfolger von Yazid II. Kalif der Umayyaden.

#### Japan
- Genshō, Kaiserin von Japan, übergibt die Regentschaft an ihren Neffen Shōmu, da dieser die Volljährigkeit erreicht hat. Er ist der 45. Tennō von Japan.
- Februar: Ende der Yōrō-Zeit in Japan (seit November 717), nach der der Yōrō-Kodex von 718 benannt wurde – eine Altjapan prägende Gesetzessammlung

#### Urkundliche Ersterwähnungen
- Erste urkundliche Erwähnung von Allensbach

### Religion

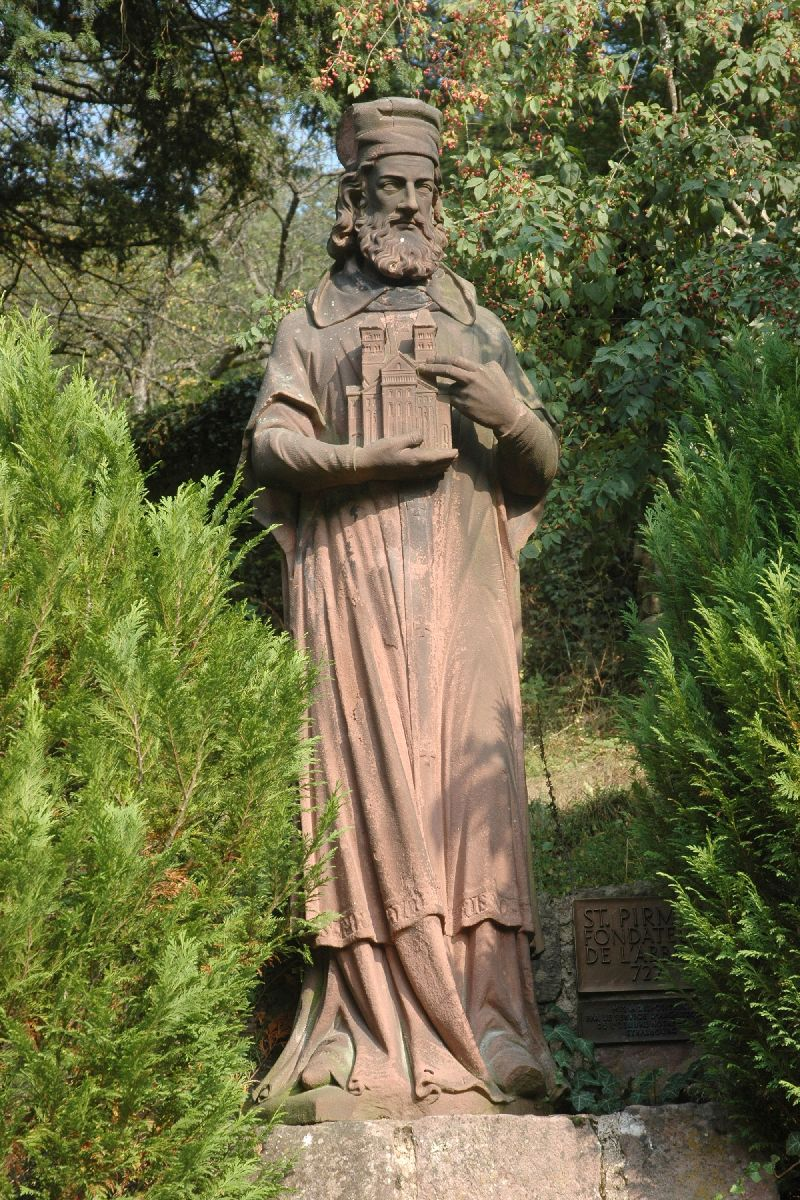
Neugotisches Standbild des Heiligen Pirminius bei der Abteikirche Murbach

- Klosterbischof Pirminius gründet unter dem Schutz Karl Martells das Kloster Reichenau auf der Insel Reichenau. Er errichtet eine erste Klosterkirche aus Holz.
- Papst Gregor II. fordert die Thüringer auf, dem missionierenden Bonifatius ein „Haus“ zu bauen: den späteren Erfurter Dom.
- Geroldus wird als Nachfolger des verstorbenen Rigibertus Bischof von Mainz.

## Gestorben
- 26. Januar: Yazid II., Kalif der Umayyaden (* 687)
- Rigibertus, Bischof von Mainz
- 8. September zwischen 724 und 730: Korbinian, gilt als erster Bischof von Freising (* zwischen 670 und 680)